# Rebricea, Vaslui
Rebricea este satul de reședință al comunei cu același nume din județul Vaslui, Moldova, România.

## Personalități
- Valentin Silvestru (1924 - 1996), teatrolog, prozator și dramaturg român

 Acest articol despre o localitate din județul Vaslui este deocamdată un ciot. Puteți ajuta Wikipedia prin completarea lui.